# Caos del salmón
En marzo de 2021, una ola de personas en Taiwán cambiaron sus nombres legales para incluir la palabra "salmón" (en chino tradicional y simplificado, 鮭魚; pinyin, guīyú) para aprovechar una promoción de la cadena japonesa de sushi Sushiro. La cadena ofreció sushi gratis a los invitados cuyos nombres incluyeran la palabra. Este fenómeno fue apodado el "caos del salmón" por los medios de comunicación en inglés. El incidente obtuvo importantes críticas por parte de figuras públicas y la población en general.

## Antecedentes
El 20 de mayo de 2015, se modificó la Ley de Nombres para permitir tres cambios de nombres legales en seis circunstancias. De éstas, la sexta condición permite cambios de nombre si:

El nombre de pila del solicitante es poco favorecedor o tiene una forma romanizada demasiado larga, o existen otras consideraciones especiales.
Acta de Nombres (姓名條例), Artículo 9

Esta condición se interpretó como que permitía cualquier nombre que una persona quisiera. Tres días después de que se enmendó la ley, un hombre adoptó un nuevo nombre de quince caracteres y luego decidió postularse para alcalde de la ciudad de Chiayi. Su nombre fue el más largo en Taiwán hasta 2020, cuando fue seguido por una serie de nombres que batieron récords durante el caos del salmón.

## Incidente
Entre el 10 y el 21 de marzo de 2021, Sushiro realizó una campaña publicitaria en torno al sushi de salmón. El 15 de marzo, Sushiro comenzó a anunciar una próxima promoción a través de su página de Facebook: el 17 y 18 de marzo, las personas cuyos nombres fueran homófonos con la palabra china mandarín para salmón (鮭魚, guīyú) podían cenar a precios reducidos. Además, las personas cuyos nombres tenían los caracteres exactos del salmón podían comer gratis con hasta cinco personas más.
El 16 de marzo, un canal de noticias cómicas propiedad del foro de Internet CK101 publicó en Facebook una imagen de tres tarjetas de identificación de estudiantes universitarios con los nombres "Liao Salmon", "Zhangjian Salmon" y "Liu Pinhan Handsome Salmon". La publicación rápidamente se volvió viral en Internet, lo que provocó que más personas hicieran lo mismo y cambiaran sus nombres, con la intención de volver a cambiarlos después de que terminara la promoción. El récord del nombre más largo se rompió repetidamente: primero tenía 36 caracteres, luego 40 caracteres, luego 50 caracteres. En una historia ampliamente publicitada, un estudiante universitario de Taichung usó su tercer y último cambio de nombre a "Zhang Salmon Dream" y se horrorizó al saber que sería permanente. La Oficina de Asuntos Civiles de Taichung indicó que solo había cambiado su nombre dos veces y lo instó a volver a cambiarlo. El periódico taiwanés Liberty Times informó que para el 19 de marzo, al menos 332 personas habían cambiado su nombre para el evento.

## Reacciones
Funcionarios gubernamentales y políticos condenaron los cambios de nombre. Según los informes, algunos empleados de las Oficinas de Registro de Hogares, que procesan los cambios de nombre, intentaron persuadir a los solicitantes de que no cambiaran sus nombres, con diversos grados de éxito. El Viceministro del Interior, Chen Tsung-yen, comentó: "Este tipo de cambio de nombre no solo es una pérdida de tiempo, sino que genera papeleo innecesario".
La reacción del público a los cambios de nombre fue en general negativa. Múltiples escritores comentaron sobre una "división" en los valores éticos entre las generaciones mayores y las más jóvenes. Las críticas también se dirigieron contra el desperdicio de alimentos generado durante la locura, después de que aparecieran en línea imágenes de personas que solo comían el pescado y dejaban el arroz atrás. Después de que las agencias de noticias extranjeras informaran sobre la historia, varios medios de comunicación taiwaneses calificaron el incidente como una "vergüenza internacional".
El escritor Nick Wang defendió los cambios de nombre y dijo que "no hay nada de malo en ser codicioso y ahorrar dinero".